# Armando Castillo
Armando Castillo (20 de maio de 1932 — 2 de fevereiro de 2006) foi um ciclista de pista guatemalense que competiu no ciclismo nos Jogos Olímpicos de Verão de 1952.